# 公家法
公家法（くげほう）とは、日本の平安後期から江戸期にかけて、公家社会に通用していた法体系。

## 律令法の継承
中世の朝廷における官制は基本的には律令国家の令の規定を継承したものであり、表面上深刻な構造上の変化をなしていないように思われる。しかし、公家社会そのものの変化に伴い、構造上あるいは実際的な運用上、律令国家とは大きく異なる特徴が見出される。

### 世襲的な社会構造
律令体制下では、官と位により官人個々の序列と職掌を明確化することで、公家社会の構成を定めていた。これは貴族階級である官人層とそれ以外の被支配階級である平民の身分上の格差を定めるものではあったが、同時に能力主義によってその役割を定めるものであり、本来的には世襲制的な法構造を持つものではないといえる。（詳しくは律令制および律令法参照）
しかし官人層内部での地位格差が広がり、律令体制が本来意図していた能力主義とは異質に、特定の氏族から世襲的に官人が供給されるようになると、官人の役割をその属する家系ごとに措定するようになり、家系ごとの専門化がすすんだ。これらの家系は独自に「家例」「諸司例」といった実践的な規律を蓄積し高度に専門化することによって、中世において特定官職をほぼ世襲するようになった（官司請負制）。
またこのような家督を通じての世襲化はじつに天皇家内部においても見られ、白河上皇以後形式的には室町期にまで断続的に続く院政は天皇家における家政の世襲化とみることができる。（詳しくは院政および治天の君参照）

### 令外の官の成立
中世における律令体制の根本的な変化としては、もうひとつ検非違使などのいわゆる令外の官の成立があげられる。これ令外の官の特徴はその分担する政務において、完結的に処理することが可能だということである。本来の律令制は政務を上から順番に統属関係にのっとった形で処理するため、官僚機構において底辺にちかい部署はただ事務処理を行なうのみであり、その意思決定は上位機構をへて最終的には天皇が裁断するものであった。ところが検非違使などの令外の官はこのような律令官制の統属関係を横断的にこえてひとつの政務を処理することができ、従来の律令国家の規定を越えて決裁を速やかに行なうことができたため、律令制の複雑な官僚機構にともなう煩瑣な手続きをせずに特定の政務を完結的に行なうことができた。実際検非違使庁は実用面で非常に優れていたため、のちには従来の律令的官制を侵食していく形でその職務領域を拡大した。このような令外の官の成立は律令制に大きな変化をもたらしたものといえる。
これら令外の官と既存の律令体制における官制との間の交渉は既存の律令法上に明確な規定がない以上、畢竟慣習による蓄積によらざるをえない。令外の官が広汎に成立した中世においては、このような現実的な需要を受けて実際的な政務処理を律令法の条項と照らし合わせてその法的側面の補強をおこなう明法家という職務身分家系も登場した。明法家もまた、元は大学寮の明法道の教官であった明法博士の地位を明法道の家学化によってその世襲を確立させることで成立している。明法家に代表される中世的職務世襲的家系の発生が令外の官の成立と深く影響しあっている例としては、検非違使の裁判権拡大にともない刑部省の量刑機能が失われていき、明法家が罪名を勘申することが広く定着していく様などに見られる。またこれら明法家の勘申（明法勘文）は律令法を参照するものではあるものの、その取捨選択はたぶんに恣意的な側面もあり、中世において律令の規定が直接的に規範的作用をもつものではなかったということは注目に値する。中世においてはしばしば律令法より個々の家のローカルなルールな優先され、家々の交渉の積み重ねが政務となった。それぞれの現場における実践の積み重ねがやがて作法・故実としてマニュアル化されていくのであるが、なにが法的意味を持ち、なにがもたないかが厳密な意味で分節化されていなかったということに注意するべきである。
中世の豊かな法運用の中では律令法は相対的な位置にとどまっていたという見方をするのが妥当であろう。

## 慣習法としての側面
律令法と区別される意味での公家法の成立は、直接的には白河上皇に始まる院政において大きな契機を指摘することができよう。もちろん令外の官の成立ははやく9世紀にさかのぼるものであり、また摂関政治を通じて貴族身分内部の再編がおこなわれつづけたのであり、律令体制の質的な変化は院政以前にゆっくりとではあるが進行していたものである。ここでは院政成立の政治史的な問題については触れないが、院政期になると天皇家も独自に家政的な機構を持ち始めるということがあげられる。天皇の内廷とは別個に院政をしいた上皇・法皇のもとには院庁が成立し、摂関家の政所のように内部的な政務を処理するようになる。ここで重要なのはこれら院庁や政所はそれぞれ内部の政務を処理するだけであり、それらのいずれかが直接的に全体的な政務をとりしきったわけではなく、その間の交渉を通じて公家社会の政務が構成されるのである。
律令体制では律令法の規定のもと太政官で政務がおこなわれていたわけであるが、中世においては個々の交渉過程や処理の蓄積が規定となって政務がおこなわれたのであり、それらの蓄積が法的根拠となったのである。ゆえに中世における公家法は慣習法的要素が強いということを指摘することができる。